# Musaranya d'orelles petites grossa
La musaranya d'orelles petites grossa (Cryptotis magna) és una espècie de mamífer de la família de les musaranyes (Soricidae). És endèmica del nord-centre d'Oaxaca (Mèxic).